# Billy Childish
Steven John Hamper, conosciuto come Billy Childish (Chatham, 1º dicembre 1959), è un musicista, pittore, poeta, scrittore e fotografo inglese noto per i suoi prolifici ed espliciti lavori.
Nelle sue opere, fortemente autobiografiche, ha raccontato in dettaglio la propria vita amorosa e gli abusi sessuali subiti durante l'infanzia.
Ha pubblicato oltre cento album, molti registrati in maniera artigianale, sia da solista sotto vari pseudonimi quali William Charlie Hamper, Bill Hamper, Bill Hamper-Childish, Guy Hamper, Jack Ketch, Gus Claudius e Danger Bill Henderson, che come componente di vari gruppi tra cui Thee Headcoats, Milkshakes, The Mighty Caesars e Blackhands, The William Loveday Intention.

## Biografia
Inizio l'attività musicale alla fine degli anni settanta come componente di due gruppi di Canterbury, i Pop Rivets e i Milkshakes guidate da Mickey Hampshire che si dedicavano al sixties revival. Suonò poi con le Delmonas (coriste dei Milkshakes) e poi costituì con i componenti di questi ultimi senza il leader Hampshire un nuovo gruppo Thee Mighty Caesars del genere sempre orientato al revival degli anni sessanta.
Terminato questo progetto si dedico da un lato all'attività da solista con l'uso di vari pseudonimi con la propria etichetta Hangman e dall'altro ad una lunga serie di collaborazioni (con il poeta Sexton Ming) e progetti paralleli tra cui Thee Headcoats dediti ad un garage pop influenzato dal punk, che lo fece conoscere agli addetti ai lavori e Blackhands orientati più verso la musica popolare americana.
La carriera proseguì negli anni novanta con altre collaborazioni sempre fedele all'etica DIY.

## Discografia

### Solista

#### Album
- 1987 - I've Got Everything Indeed
- 1988 - The 1982 Cassettes
- 1988 - I remember...
- 1991 - 50 Albums Great
- 1993 - Torments Nest
- 1996 - Made With a Passion - Kitchen Demo's

#### Album spoken word
- 1988 - Poems of Laughter and Violence
- 1992 - The Sudden Fart of Laughter
- 1993 - Trembling of Life
- 1993 - Hunger at the Moon
- 2007 - Poems of a Backwater Visionary

#### Raccolte
- 1991 - I Am the Billy Childish
- 1992 - Der Henkermann - Kitchen Recordings
- 1993 - Native American Sampler - A History 1983-1993
- 1999 - Crimes Against Music-Blues Recordings 1986-1999
- 2002 - 25 Years of Being Childish
- 2006 - My First Billy Childish Album
- 2009 - Archive From 1959 - The Billy Childish Story
- 2019 - Punk Rock Ist Nicht Tot - 1977-2018

#### Album in collaborazione
- 1987 - Laughing Gravy (a nome Wild Billy Childish & Big Russ Wilkins)
- 1989 - Long Legged Baby (a nome Wild Billy Childish & the Natural Born Lovers)
- 1993 - At the Bridge con The Singing Loins
- 1998 - Devil in the Flesh con Dan Melchior
- 1999 - In Blood con Holly Golightly

### Con Sexton Ming
- 1987 - Which Dead Donkey Daddy?
- 1987 - Plump Prizes & Little Gems
- 1988 - YPRES 1917 Overture (Verdun Ossuary)
- 1999 - The Cheeky Cheese
- 2002 - Here Come the Fleece Geese
- 2002 - Muscle Horse Was In The War
- 2012 - Dung Beetle Rolls Again

### Con The Pop Rivets
- 1979 - Greatest Hits
- 1979 - Empty Sounds from Anarchy Ranch
- 1985 - Fun in the U.K
- 1990 - Live in Germany '79
- 1997 - Chathams Burning - Live 77 & 78 Demo's

### Con Thee Milkshakes

#### Album
- 1981 - Talking 'Bout... Milkshakes
- 1982 - Fourteen Rhythm and Beat Greats
- 1983 - After School Sessions
- 1983 - The Milkshakes IV - The Men with Golden Guitars
- 1984 - Thee Milkshakes vs. The Prisoners
- 1984 - 20 Rock & Roll Hits of the 50s & 60s
- 1984 - Nothing Can Stop These Men
- 1984 - They Came They Saw They Conquered
- 1984 - Thee Knights of Trashe
- 1987 - Thee Milkshakes Revenge - The Legendary Missing 9th Album
- 1992 - Still Talking 'Bout... Milkshakes!

#### Raccolte
- 1984 - Showcase
- 1990 - 19th Nervous Shakedown

### Con Thee Mighty Caesars

#### Album
- 1985 - Thee Mighty Caesars
- 1985 - Beware the Ides of the March
- 1986 - Thee Caesars of Trash
- 1987 - Acropolis Now
- 1987 - Wiseblood
- 1987 - Live In Rome
- 1987 - Don’t Give Any Dinner to Henry Chinaski
- 1989 - John Lennon’s Corpse Revisited
- 1992 - Caesars Remains

#### Raccolte
- 1987 - Punk Rock Showcase
- 1989 - Thusly, thee Mighty Caesars (English Punk Rock Explosion) (LP Comp U.S.)
- 1989 - Surely They Were the Sons of God (C.D. Comp U.S.)
- 1994 - Caesars Pleasure (CD Comp)

### Con The Delmonas
- 1985 - Dangerous Charms
- 1986 - The Delmonas 5
- 1988 - Do the Uncle Willy
- 1989 - The Delmonas

### Come Wild Billy Childish & the Blackhands
- 1988 - Play: Capt'n Calypso's Hoodoo Party
- 1992 - The Original Chatham Jack
- 1993 - Live in the Netherlands

### Come Jack Ketch & the Crowmen
- 1988 - Brimful of Hate

### Come Thee Headcoats
- 1989 - Headcoats Down!
- 1990 - The Earls of Suavedom
- 1990 - Beach Bums Must Die
- 1990 - The Kids Are Square - This is Hip!
- 1990 - Heavens to Murgatroyd, Even! It’s! (Already)
- 1991 - W.O.A.H! Bo in Thee Garage
- 1991 - Headcoatitude
- 1993 - The Wurst is Yet to Come
- 1993 - The Good Times Are Killing Me
- 1993 - Cavern by the Sea
- 1994 - Connundrum
- 1995 - The Sound of the Baskervilles (Thee Headcoats featuring Thee Headcoatees)
- 1996 - In Tweed We Trust
- 1996 - Knights of the Baskervilles
- 1997 - The Jimmy Reid Experience
- 1998 - The Messerschmits Pilots Severed Hand
- 1998 - Sherlock Holmes Meets the Punkenstien Monster
- 1998 - Brother is Dead…but fly is gone!
- 1998 - 17% Hendrix Was Not the Only Musician  come Billy Childish & His Famous Headcoats
- 1999 - English Gentlemen of Rock‘N’Roll/the Best Vol.2
- 2000 - I Am the Object of Your Desire
- 2000 - Elementary Headcoats - Thee Singles 1990-1999

### Come Thee Headcoats Sect (con The Downliners Sect)
- 1996 - Deerstalking Men
- 2000 - Ready Sect Go!

### Come The Buff Medways
- 2001 - This is This
- 2002 - Steady the Buffs
- 2003 - The XFM Sessions
- 2003 - 1914
- 2005 - Medway Wheelers

### Come The Chatham Singers
- 2005 - Heavens Journey
- 2009 - Juju Claudius
- 2020 - Kings of the Medway Delta

### Come The Musicians of the British Empire
- 2007 - Punk Rock at the British Legion Hall
- 2007 - Christmas 1979
- 2008 - Thatcher's Children

### Come The Vermin Poets
- 2010 -Poets of England

### Come The Spartan Dreggs
- 2011 - Forensic R & B
- 2012 - Dreggredation
- 2012 - Coastal Command
- 2012 - Tablets of Linear B
- 2014 - Archeopteryx vs. Coelacanth
- 2013 - A Tribute To A. E. Housman (CTMF & The Spartan Dreggs)

### Con CTMF
- 2013 - All Our Forts Are With You
- 2013 - Die Hinterstoisser Traverse
- 2014 - Acorn Man
- 2016 - SQ1
- 2017 - In The Devil's Focus (10" BBC 6 Music Sessions)
- 2017 - Brand New Cage
- 2019 - Last Punk Standing...